# Chó chăn cừu Anh
Chó chăn cừu Anh là một giống chó vô cùng linh hoạt, có dòng dõi từ chó Collie, được phát triển tại Hoa Kỳ từ những con chó nuôi do người Scotland và người định cư tại Scotland từ thế kỷ 17 đến thế kỷ 19 trước khi phả hệ của chúng bị hướng theo việc hợp thời đại vào cuối thế kỷ 19. Những người nông dân theo lối nuôi trồng tự cung tự cấp đánh giá cao giống chó này vì tính linh hoạt của chúng, không phải do tính chất xảo quyệt cũng như cấu trúc hình thể của chúng theo tiêu chuẩn về ngoại hình của giống chó.
Chó chăn cừu Anh là một giống chó trang trại rất thông minh, được sử dụng như một con chó chăn gia súc, giám hộ chăn nuôi, chó giám sát trang trại, chó săn, chó tìm diệt các động vật gây hại và còn đóng vai trò là người bạn đồng hành của trẻ em. Những con gió thuộc giống chó chăn cừu Anh không được nuôi để đóng vai trò làm một loại vật nuôi như một số con chó chăn gia súc trong thời gian gần đây. Chó chăn cừu Anh được lai tạo để làm nhiều công việc trên các trang trại nhỏ đa dạng từ thế kỷ 17 đến đầu thế kỷ 20, tiếp xúc với nhiều loại vật nuôi khác nhau bao gồm gia súc, cừu, lợn, dê và gà. Nó có thể là giống chó phổ biến nhất ở Hoa Kỳ trong thế kỷ 19 và đầu thế kỷ 20.